# Monaghan GAA
Il Monaghan County Board, più conosciuto come Monaghan GAA, è uno dei 32 county board irlandesi responsabile della promozione degli sport gaelici nella contea di Monaghan e dell'organizzazione dei match della propria rappresentativa (Monaghan GAA è usato anche per indicare le franchigie degli sport gaelici della contea) con altre contee.

## Calcio gaelico
Un poema realizzato nella contea e che risale al 1806, parla della popolarità del calcio gaelico nell'area geografica. Il grande successo della squadra si consumò tra il 1914 e il 1930. Nell'ultimo di questi anni la squadra riuscì ad arrivare alla finale dell'All-Ireland Senior Football Championship, battendo inaspettatamente Kildare in semifinale e divenendo una delle prime squadre della provincia dell'Ulster a disputare la partita più importante. Tuttavia la superiorità di Kerry fu schiacciante: la squadra del Munster trionfò per 3-11 - 0-2 e il suo portiere non toccò mai il pallone.

### Quarti di finale All-Ireland del 2007
Dopo avere passato la lunga sequela delle qualificazioni, la squadra giunse fino ai quarti All-Ireland dopo molto tempo. Il sorteggio non fu tuttavia benevolo con la franchigia che fu appaiata coi futuri campioni di Kerry. La partita si tenne il 12 agosto e i pronostici erano tutti dalla parte dei giallo-verdi per i quali era stata prospettata una facile vittoria. Ma non fu così. Infatti nel primo tempo Monaghan riuscì addirittura a passare in vantaggio grazie ad un rigore trasformato dal proprio attaccante, Tommy Freeman. Kerry tuttavia verso la fine del primo tempo pareggiò fissando il risultato sul 1-05 - 0-08. Nel secondo tempo, nonostante concedette agli avversari un goal facile facile, Monaghan arrivò conduceva ad otto minuti dalla fine per due punti. Tuttavia un misto di panico ed inesperienza costò la sconfitta alla squadra che perse per 1-12 - 1-11. Il risultato impronosticabile fu accolto come un trionfo dai tifosi. Quelli allo stadio (insieme a molti sostenitori di Kerry) tributarono una grande standing ovation alla squadra mentre la contea fu tappezzata di bianco-blu.

### Titoli
- All-Ireland Vocational Schools Championship:2
  - 2001, 2009
- All-Ireland Junior Football Championship: 1
  - 1956
- National Football League Division 1: 1
  - 1985
- National Football League Division 2: 1
  - 2005
- Ulster Senior Football Championship: 16
  - 1888, 1906, 1914, 1916, 1917, 1921, 1922, 1927, 1929, 1930, 1938, 1979, 1985, 1988, 2013, 2015
- All-Ireland Junior "B": 1
  - 1998
- Ulster Under-21 Football Championship: 2
  - 1981, 1999
- Ulster Minor Football Championship:3
  - 1939, 1940, 1945
- Dr. McKenna Cup:13
  - 1928, 1932, 1934, 1935, 1937, 1948, 1952, 1976, 1979, 1980, 1983, 1995, 2003
- Dr Lagan Cup:1
  - 1951

## Hurling
L'hurling, come del resto in tutta la provincia eccetto Antrim gode di poca popolarità e la squadra non ha mai ottenuto risultati di rilievo, a parte due titoli provinciali.

### Titoli
- All-Ireland Junior Hurling Championships: 1
  - 1997
- Ulster Senior Hurling Championships: 2
  - 1914, 1915
- Ulster Junior Hurling Championships: 6
  - 1971, 1986, 1987, 1988, 1997, 1998
- National Hurling League Division 4
  - 2008, 2010